# Петар Жалац
Петар Жалац (1898—1941) рудар из Равне Реке, учесник Народноослободилачке борбе, секретар прве ћелије КПЈ у Сењско-ресавском басену за време окупације, један од организатора устанка рудара Сењско-ресавског рудника угља против окупатора.

## Биографија
Рођен 1898. у месту Гнојнице, општина Слуњ.
Члан КПЈ, и први секретар партијске ћелије у Равној Реци 1939. године. У децембру 1939. године у рудник Равну Реку долазио је партијски радник Петар Стамболић са задатком да у овом руднику формира партијску организацију. Том приликом у Равној Реци је образована партијска ћелија КПЈ од три члана. То је у исто време и прва партијска ћелија у Сењско-ресавском басену, који су чинили — Сењски Рудник, рудник Сисевац, рудник Ресава (Баре). Први њени чланови били су — Петар Жалац, рудар (секретар ћелије), Лука Јелић, рудар (заменик секретара) и Албин Гроблер, рудар (задужен за рад са омладином).
Организатор устанка рудара Сењско-ресавског рудника угља против окупатора. У ноћи између 21.и 22.јуна 1941. године Петар Стамболић, инструктор ПК КПЈ за Србију одржао је састанак са рударима-комунистима из Равне Реке. Састанак је одржан на Пасуљанским ливадама (изнад Равне Реке). Овом састанку су присуствовали између осталих чланови КПЈ Петар Жалац, Ђуро Стојић, Никола Ераковић, Лука Јелић, Албин Гроблер, Франц Каменшек и још неки. Рудари су упознали Стамболића о ситуацији у руднику и опасности која им прети од немачке мањине. Стамболић је пренео директиву да се сакупља оружје и муниција ради дизања устанка. Он је говорио и о могућности напада Немачке на СССР. Састанак је завршен у зору, па се Стамболић упутио још са једном групом премаЋуприји,док су се остали разишли у разним правцима. Ова предострожност је била потребна, јер су мањинци будно пратили кретање радника. Јула месеца, на једном састанку који је одржан на кривини изнад Равне Реке, присуствовали су: Јоца Милосављевић, члан ОК КПЈ за Јагодину, Живка Дамњановић и Данило Димитријевић из Ћуприје. Поред осталих из Равне Реке је присуствовао и Ђура Ковачевић, командир индустријске страже. На овом састанку донета је одлука да Ђура преда оружје својих стражара комунистима и да се разоружа немачка мањина. После тога требало је оформити партизанску чету рудара. За командира је предвиђен Петар Жалац, рудар, а за политичког комесара Босанац Саво Глигорић, радник.Тада је конкретно извршено задужење по коме су: Стева Милекић, Чеда Богдановић, Миле Поповић и Лука Јелић, имали да припреме кључеве и чекиће за демонтирање пруге.
Отишао у партизане јула 1941. године. Погинуо 24. септембра 1941. године у борби против домаћих издајника на месту Козји Рог код Параћина.